# 島山島 (長崎県五島市)
島山島（しまやまじま）は、長崎県五島列島の福江島の南西に位置する有人離島。五島市玉之浦地区に属している。面積は約5.53km2で、五島列島の中では10番目に大きな島である。

## 概要
複雑なリアス海岸を形成する玉之浦湾の湾口に位置し、福江島の最西端に突出する玉之浦半島の最奥部・小浦地区と簗口瀬戸を挟んで200mの位置に向かい合う。島内は傾斜地が卓越し、開拓はほとんどなされていない。南北に細長く、西岸は高さ100mほどの険しい海食崖が続いている。東岸はリアス海岸をなし、北端の黒瀬崎から南の荒汐崎の間に、昼寝ケ浦・浅切浦（浅切湾）・黒小浦・雁泊などの入り江が連なる。
島の北部に口を開く浅切湾や北端の黒瀬崎には、九州一帯によく見られる亜熱帯植物のハマジンチョウが群生し、とりわけ浅切湾のものはよく繁茂している。同じく北部の昼寝ケ浦の湾奥の傾斜地には、五島列島を北限の自生地とする県指定天然記念物・ヘゴの大木（鬼ヘゴ）があったが、現在は何らかの原因で倒木となっている。
人口は2011年時点で30人。かつては東岸の入り江にも民家が点在していたが、現在では南岸の簗口瀬戸に面した向小浦（むこうこうら）集落に集中している。福江島の小浦集落と隣接し、玉之浦大橋が両集落を結んでいる。島内には島の人口より遥かに多い450頭から700頭のキュウシュウジカが棲息している。集落の入り口付近には、向小浦園地という小さな公園が整備され、時折シカの姿をみることができる。

五島列島

## 交通
かつては玉之浦港から島まで1日5便（約5分）の渡船が往復していたが、1994年に玉之浦大橋が完成し陸路での往来が可能になった。もっとも、簗口瀬戸は非常に浅く、橋が完成する以前にも干潮時には島の小学生が歩いて下校していたほどであった。
現在は五島市の中心部・福江から向小浦まで、五島自動車のバスが橋を渡って運行している。

## 歴史
島の北部の山中には大日如来をかたどった石造宝塔が1基鎮座し、「正平廿二年」（1367年）と刻まれているが、由来は知られていない。日引石の宝塔としては唯一の史料であり、石造学的に貴重な遺品とされている。当時の五島列島は日明貿易の中継地であり、東シナ海一帯には倭寇も全盛を極めていた。
江戸時代には福江藩玉之浦掛に属しており、1664年（寛文4年）の福江領高辻帳に島山村・塩竃20石との記載がある。この塩竃とは塩竃運上のことで、福江領56村のうち16村が高入されている。元禄国絵図にも村名の記載がある。
現在の向小浦の島民は、対岸の小浦の住民とともに、19世紀初めごろに大村領西彼杵半島から来住した隠れキリシタンの末裔と伝えられているが、昭和30年代に帳（宗団）の崩壊に伴って、教派神道の大本教へと集団改宗した。離島の閉鎖的な地形も手伝って、改宗時まで隠れキリシタンの存在は他の集落に全く知られていなかった。住民の一部は仏教を信仰している。
島民の経済は昭和30年代に農業から漁業に取って代わった。1980年代には出稼ぎによる以西底曳漁業（東シナ海・黄海周辺での底引き網漁）に従事していたほか、かつては真珠養殖も営まれていた。今日では専ら養殖や一本釣りの漁業によって支えられている。1980年代の調べでは、向小浦の住民は近隣の芝浦・井持浦などの集落に比べ、開放的で島民及び島外他地域とのつながりが比較的強い傾向が示されている。